# Cedar Lake (Minnesota)
Cedar Lake är en sjö i Minneapolis västra delar, norr om Lake Calhoun och väst om lake of the Isles. Sjön omges av parkområden till väster medan den östra sidan angränsar till bostadsområdet Kenwood. Den norra sidan angränsar till Cedar Lake Trail och BNSF Railway.  Arean uppgår 0.68 kvadratkilometer, och det största djupet är på 16 meter.
Sjön är en del av Grand Rounds Scenic Byway, som leder till Theodore Wirth Park vid den norra änden och Lake Calhoun och Lake of the Isles vid den södra, via parkvägssystemet. Cedar Lake Trail vid sjöns norra strand utgör både en rekreationsled och en länk för pendlare av fordon utan motor för att nå Minneapolis downtown. Leden har tre olika delar: en för gångtrafikanter, en för cyklister och rullskridskoåkare som åker västerut, och en för cyklister och rullskridskoåkare som åker österut. Leden följer sjön i ungefär 3 kilometer. Utöver Cedar Lake Trail omger även andra cykel- och gångleder sjön på dess västra sida, och Kenilworth Trail går förbi nära dess östra sida. Sjön är populär för kanotister och simmare, med tre officiella simstränder, däribland "Hidden Beach", officiellt namn East Cedar Beach, på den nordöstra stranden.

## Fisk
Sjön innehåller svart dvärgmal, svart solabborre, blågälad solabborre, bågfena, grön solabborre och olika hybrider av solabborrar, öringabborre, gädda, solabborre, hybrider av maskalung, glasögongös, buffelfisk och gul abborre. Vissa fiskerestriktioner har lagts på blågälade solabborrar, karpar, crappis (Pomoxis nigromaculatus), öringabborrar, gäddor och glasögongös på grund av kvicksilver- och/eller PFOS-kontaminering.